# 678 (filme)
O Cairo 678 (título original: 678) é um filme egípcio de 2010 escrito e dirigido por Mohamed Diab. O filme foca-se no assédio sexual ao que são submetidas publicamente algumas mulheres no Egipto. O filme foi premiado no Festival Internacional de Cinema de Dubai em 2010.

## Sinopsis
O filme centra-se nas vidas de três mulheres de diferentes classes sociais que são assediadas publicamente no Egipto. Começa com Fayza (Bushra), uma empregada do governo de escassos rendimentos económicos que é assediada num táxi e num autocarro (com o número 678) a caminho do seu trabalho. Quando chega a casa, resiste às tentativas do seu marido de se deitar com ela e não explica por que não deseja ter sexo com ele.
Depois narra-se a história de Seba, uma desenhadora de jóias de classe média que é assediada por um grupo de homens num estádio, enquanto seu esposo não pode se comunicar com ela para deter o que lhe está a suceder. Após isso, seu esposo não pôde suportar esta situação e ela ficou sem ninguém que cuidasse dela emocionalmente. 
Finalmente, o filme centra-se em Nelly, uma comediante e empregada de um call center que é assediada verbalmente por um de seus clientes por telefone, bem como fisicamente enquanto caminha para casa quando um condutor de camião a agride. Quando finalmente a deixa, ela corre atrás do camião e não o deixa passar até que ela e a multidão puderam deter o condutor e entrega-lo à polícia. Nelly tenta apresentar uma queixa por assédio, mas o oficial da polícia resiste e manda-a embora. Aparece, após isso, num programa de televisão, já que foi a primeira egípcia a apresentar uma denúncia por assédio.

## Elenco
- Bushra é Fayza
- Nelly Karim é Seba
- Maged El Kedwany é Essam
- Nahed El Sebai é Nelly
- Bassem Samra é Adel
- Ahmed El Feshawy é o comissário
- Omar El Saeed é Omar
- Sawsan Badr é a mãe de Nelly
- Yara Goubran é Amina
- Marwa Mahran é Magda
- Moataz Al-Demerdash é ele mesmo

## Controvérsias
O filme não tem estado isenta de controvérsias. O cantor de pop egípcio Tamer Hosny exigiu explicações aos produtores pelo uso de uma de suas canções no filme sem permissão.
O advogado Abdel Hamid Shabaan tratou de impedir que o filme fosse exibido no Festival Internacional de Cinema de Dubai devido à sua "errónea representação" de Egipto. O cineasta negou qualquer intenção de difamar o Egipto, já que acha que os temas narrados no filme são universais.
Mahmoud Hanfy Mahmoud, membro da Associação dos Direitos Humanos solicitou que se proibisse o filme, já que segundo ele poderia incitar as mulheres a atacar os genitais masculinos com ferramentas afiadas. No entanto, os realizadores argumentaram que o filme não apresentava estas atrocidades, mas que simplesmente documentava a prática de algumas mulheres que portavam tais ferramentas a modo de defesa pessoal.